# Victoria (Hongkong)
Victoria je historické označení Centrálního distriktu Hongkongu. Byla jednou z prvních městských osad v britské kolonii v roce 1842. Původně byla jmenována Queenstown, ale brzy se prosadilo jméno Victoria. De facto byla hlavním městem Hongkongu během britského koloniálního období a téměř všechny vládní útvary mají své centrály právě zde. Ačkoli samotné označení centra z povědomí mizí, mnoho objektů nese jeho název (Victoria Park, Victoria Peak, Victoria Harbour a Victoria Prison).

## Galerie

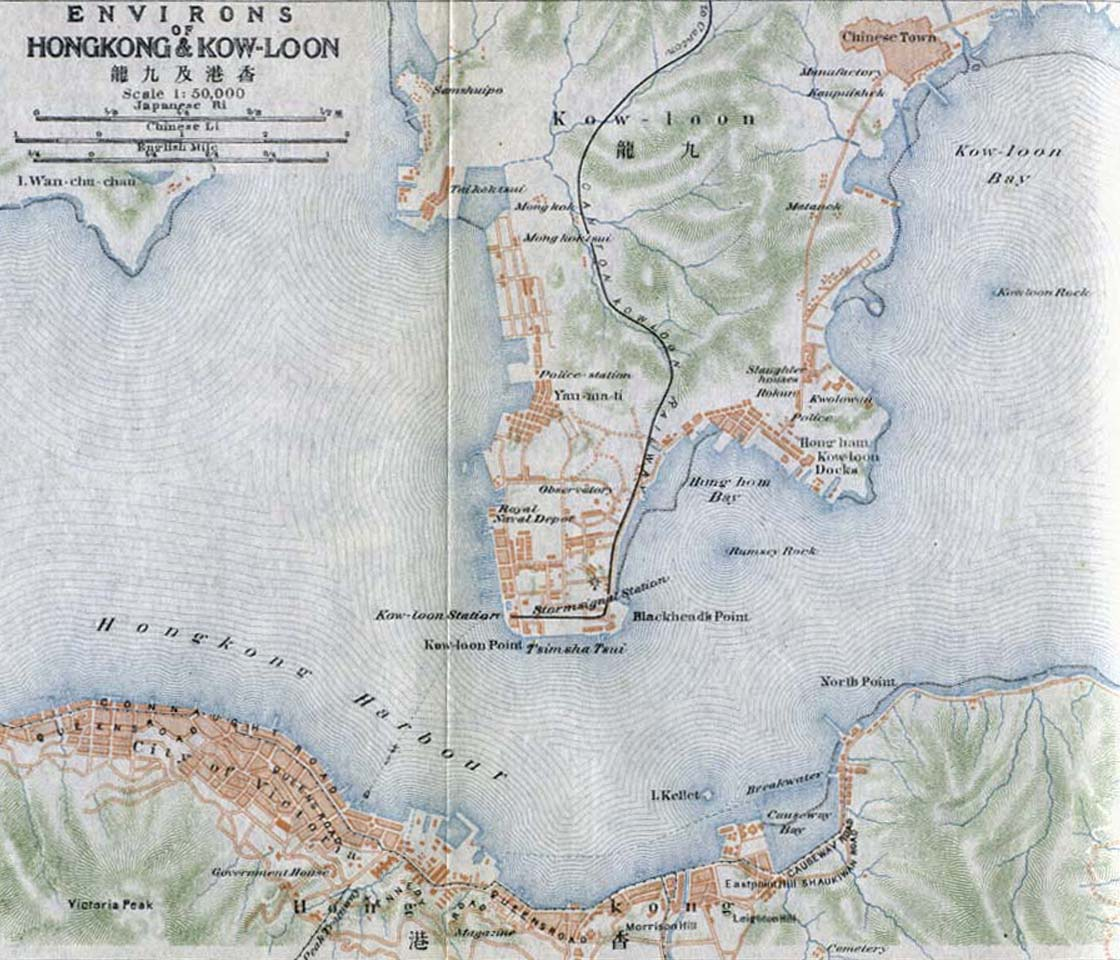
Mapa z roku 1915. Města Victoria a Kowloon, patřící k Hongkongu.